# La Wantzenau
La Wantzenau es una comuna de Francia del departamento de Bajo Rin (Bas-Rhin), en la región de Alsacia. Forma parte de la Comunidad urbana de Estrasburgo.

## Demografía
| 3016 | 3726 | 4216 | 4084 | 4394 | 5462 | 5973 | 5732 | 5838 |
| Para los censos de 1962 a 1999 la población legal corresponde a la población sin duplicidades (Fuente: INSEE [Consultar]) |      |      |      |      |      |      |      |      |